# دارود (دي جي)
دارود (بالفنلندية: Darude)‏، وإسمه الحقيقي توني فيلي هنريك فيرتانين (بالفنلندية: Toni-Ville Henrik Virtanen)، هو دي جي فنلندي ولد في يوم 17 يوليو 1975 في بلدة يورا في فنلندا، أشتهر بأدائه لمقطوعة ساندستورم في سنة 1999 وألتي حققت أعلى المبيعات أنذاك وألتي حلت في المرتبة الأولى في قائمة تسجيلات فنلندا الرئيسية وبالمرتبة السادسة في بيلبورد.

## روابط خارجية
- دارود على موقع IMDb (الإنجليزية)
- دارود على موقع ميوزك برينز (الإنجليزية)
- دارود على موقع أول ميوزيك (الإنجليزية)
- دارود على موقع ديسكوغز (الإنجليزية)
- دارود على موقع قاعدة بيانات الفيلم (الإنجليزية)